# Углове (Куртамиський округ)
Углове́ (рос. Угловое) — село у складі Куртамиського округу Курганської області, Росія.
Населення — 96 осіб (2010, 220 у 2002).
Національний склад станом на 2002 рік:
- росіяни — 67 %
- казахи — 27 %